# برتش
برتش (به آلمانی: Bretsch) یک منطقهٔ مسکونی در آلمان است که در التمارکیسچ هول واقع شده‌است. برتش ۶۲۷ نفر جمعیت دارد.